# Юліан Нєч
Юліан Нєч (пол. Julian Nieć) (13 жовтня 1908, Ряшів, Польща — †1939) — польський історик, дослідник Волині.

## Біографія
Юліан Нєч народився 13 жовтня 1908 року у м. Ряшеві (Польща). У 1926 р. після навчання в гімназії він вступив до Ягеллонського університету (Краків), де вивчав історію та право.
3 липня 1937 року жив і працював в Луцьку, очолював публічну бібліотеку, займався науковою діяльністю. Ю. Нєч зробив вагомий внесок в організацію (1935 р.) Волинського товариства приятелів наук (ВТПН), згодом став його науковим секретарем та керівником гуманітарної комісії і наукових закладів товариства, до якого були включені Публічна бібліотека і Волинський музей.
В 1935—1939 роках написав велику кількість наукових статей, присвячених історії Волині:
- «Друкарня монастиря отців василіанів у Почаєві» («Перегл. бібліот. Т. 9, 1935»);
- «Друкарні на Волині» («Орієнс», 1936);
- «Відділ рукописів у бібліотеці ВТПН у Луцьку» («Архейон» т. 14, 1936).

Друкувався в багатьох часописах, таких як «Волинь», «Земля Волинська», «Рочнік Волинський», «Зніч», інших наукових виданнях. До видання «Книга до пам'яті Юзефа Ігнаці Крашевського» (Луцьк, 1939) написав статтю «Ю. І. Крашевський — дослідник минулого Волині».
Науковий доробок Юліана Нєча з дослідження історії Волині є вагомим і потребує подальшого вивчення істориками, краєзнавцями.

## Праці
- «Друкарня монастиря отців василіанів у Почаєві» («Перегл. бібліот. Т. 9, 1935»);
- «Друкарні на Волині» («Орієнс», 1936);
- «Відділ рукописів у бібліотеці ВТПН у Луцьку» («Архейон» т. 14, 1936).
- «Книга до пам'яті Юзефа Ігнаці Крашевського» (Луцьк, 1939)